# Pissing Razors
Pissing Razors ist eine US-amerikanische Groove-Metal-Band aus El Paso, Texas, die im Jahr 1994 gegründet wurde.

## Geschichte
Die Band wurde im Jahr 1994 von dem Gitarristen Matt Lynch, dem Bassisten Rick Valles, dem Sänger Joe Rodriguez und dem Schlagzeuger Eddy Garcia gegründet. Zusammen entwickelten sie die ersten Lieder und es folgten einige Auftritte. Das Debütalbum Psycho Punko Metal Groove erschien im Jahr 1996 in Eigenfinanzierung, wobei Garcia als Produzent tätig war. Nach der Veröffentlichung folgten weitere Auftritte. Auf einer Tour zusammen mit Pro-Pain und Stuck Mojo wurde ein Mitarbeiter von Noise Records auf die Band aufmerksam und nahm diese schließlich unter Vertrag. 
Nachdem das selbstbetitelte Album im Jahr 1998 veröffentlicht worden war, wurde das Album Cast Down the Plague in Deutschland unter der Leitung von Andy Sneap aufgenommen. Vor einer Tour mit Skinlab verließ der Gitarrist Lynch die Band und wurde durch Cesar Soto ersetzt. Im Rahmen der Promotionaktivität zu dem Album spielte die Band u. a. auch in Innsbruck – gemeinsam mit Pro-Pain, Fury of Five und Gurd. Das Album Fields of Disbelief folgte im Jahr 2000. Das Album wurde wie bereits das Debütalbum vom Schlagzeuger Garcia produziert, wobei er von Sterling Winfield, welcher schon für Pantera Alben produziert hatte, unterstützt wurde. Das Album sollte das letzte bei Noise Records sein. Danach folgte eine Tour. Da der Sänger Joe Rodriguez die Band vorher verlassen hatte, um sich stärker seiner Familie zu widmen, nahm Todd Brashear für die Tour den Posten des Sängers ein.
Nach der Tour begab sich die Band auf die Suche nach einem passenden Sänger und einem neuen Label, wodurch geplante Auftritte in Europa ausfielen. Der Sänger Jason "Dewey" Bragg kam schließlich zur Band und die Gruppe erreichte einen Vertrag mit Spitfire Records. Im Dezember 2001 erschien bei diesem Label das Album Where We Come From. Nach den Aufnahmen zum Livealbum Live in the Devil's Triangle verließen Bragg und Soto die Band. Das Album erschien Anfang 2003. Als Ersatz kamen der Sänger Andre Acosta und der Gitarrist Matt Difabio zur Band. Das neue Album Evolution wurde in Garcias eigenem Studio aufgenommen und auch abgemischt. Nachdem das Album im Jahr 2003 veröffentlicht worden war, löste sich die Band im Folgejahr auf. Die Band ist inzwischen wieder aktiv und veröffentlichte 2021 ein neues Studioalbum, Eulogy Death March.

## Stil
Die Band spielt Musik, die als eine Mischung aus Pantera und Fear Factory beschrieben wird.

## Diskografie
Studioalben
- Psycho Punko Metal Groove (1996, Eigenveröffentlichung)
- Pissing Razors (1998, Noise Records)
- Cast Down the Plague (1999, Noise Records)
- Fields of Disbelief (2000, Noise Records)
- Where We Come From (2001, Spitfire Records)
- Evolution (2003, Spitfire Records)
- Eulogy Death March (2021, Razor Records)

Livealben
- Live in the Devil's Triangle (2002, Spitfire Records)